# Metriopelma variegata
Metriopelma variegata là một loài nhện trong họ Theraphosidae.
Loài này thuộc chi Metriopelma. Metriopelma variegata được Lodovico di Caporiacco miêu tả năm 1955.